# Andorinhão-de-nyanza
Andorinhão-de-nyanza  (Apus niansae) é uma espécie de andorinhão da família Apodidae.
Pode ser encontrada nos seguintes países: República do Congo, República Democrática do Congo, Eritreia, Etiópia, Quénia, Somália, Tanzânia e Uganda.